# Funkcja ukryta
Funkcja ukryta – konsekwencje obiektywne elementów systemu społecznego dla osoby, podgrupy, i systemu społecznego bądź kulturowego, zarówno pozytywnie funkcjonalne, jak i negatywnie, przyczyniające się do modyfikacji lub adaptacji systemu społecznego, a które nie są zamierzone ani uświadamiane przez osoby zajmujące konkretne pozycje w tym systemie.
Pojęcie ukrytych jawnych zostało wprowadzone do socjologii przez Roberta Mertona w wyniku krytycznej analizy funkcjonalnej i w celu odróżnienia funkcji (obiektywnych konsekwencji) i motywów (świadomych motywacji). Zaczerpnięte zostało ono z prac Zygmunta Freuda. Merton wskazywał także na innych socjologów, którzy dokonywali takiego rozróżnienia, m.in. George’a Meada, Williama Grahama Sumnera, Roberta Morrisona MacIvera, Williama Thomasa i Floriana Znanieckiego.
Przykładem funkcji ukrytych mogą być ceremonie związane z próbami wywołania deszczu przez Indian. Nie spełniają one swoich oficjalnych celów, ale w sposób nieuświadamiany mogą wpływać na wzmocnienie tożsamości grupy. Odkrywanie tego typu funkcji oznacza „wzrost wiedzy socjologicznej”.